# سیارک ۱۹۹۳
سیارک ۱۹۹۳ (به انگلیسی: 1993 Guacolda، نامگذاری:1968OH1) هزار و نهصد و نود و سومین سیارک کشف شده‌است که در ۲۵ ژوئیه ۱۹۶۸ کشف شد.
قدر مطلق سیارک برابر ۱۲٫۰۰ است.